# قلعه مصیاف
قلعه مصیاف (عربی: قلعة مصياف)، یکی از قلعه‌های متعلق به دوران میانه که نزدیکی حمات سوریه که در کناره رود عاصی بنا نهاده شده‌است. این قلعه به منظور مراقبت و حفاظت از راه تجاری ساخته شده‌است. این قلعه مقر رشیدالدین سنان، رئیس نزاریان شام بود که در طی جنگ‌های صلیبی اهمیت ویژه‌ای داشت.